# Riekerpolder

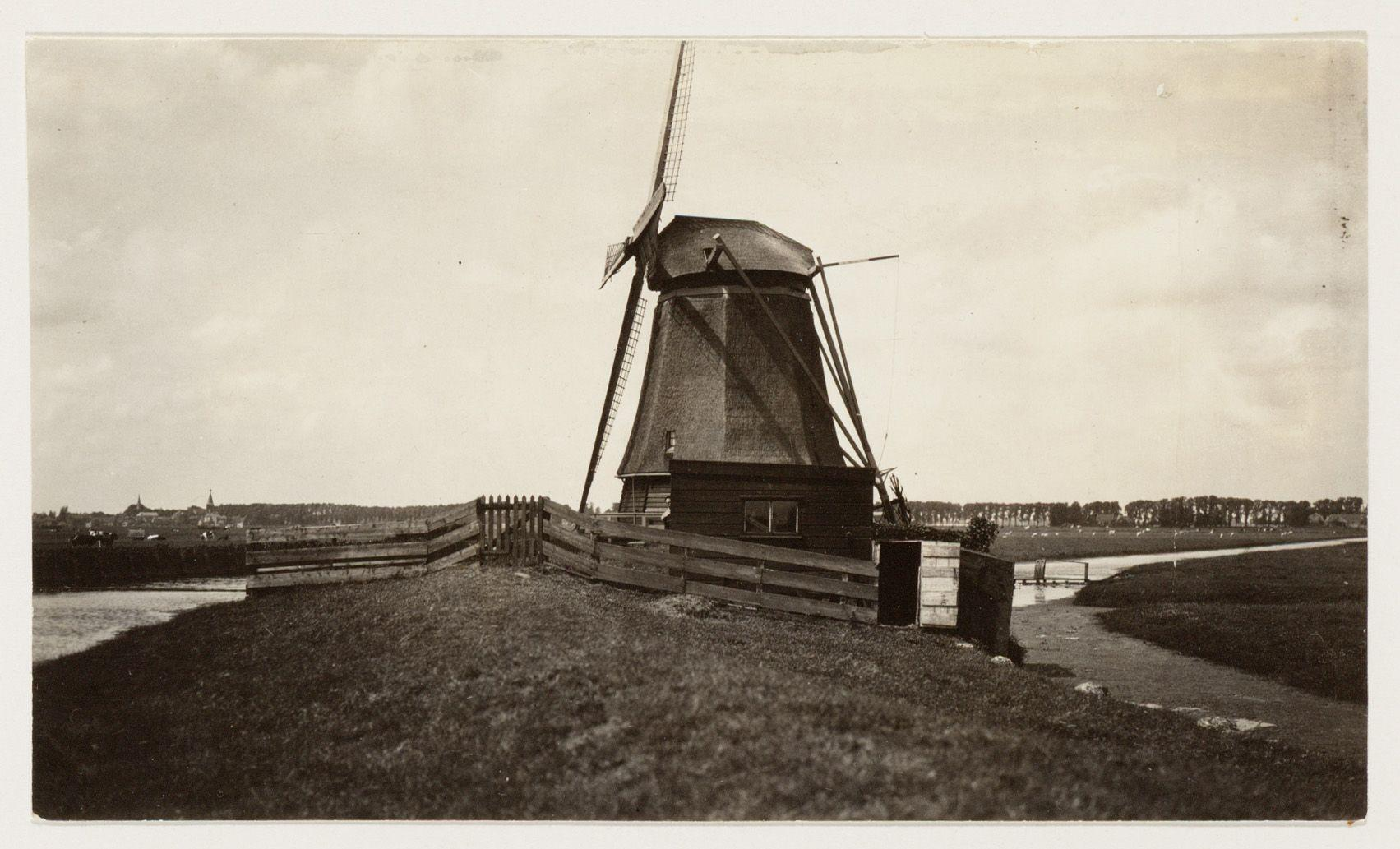
De Riekermolen op zijn oorspronkelijke locatie in de Riekerpolder; 1922.

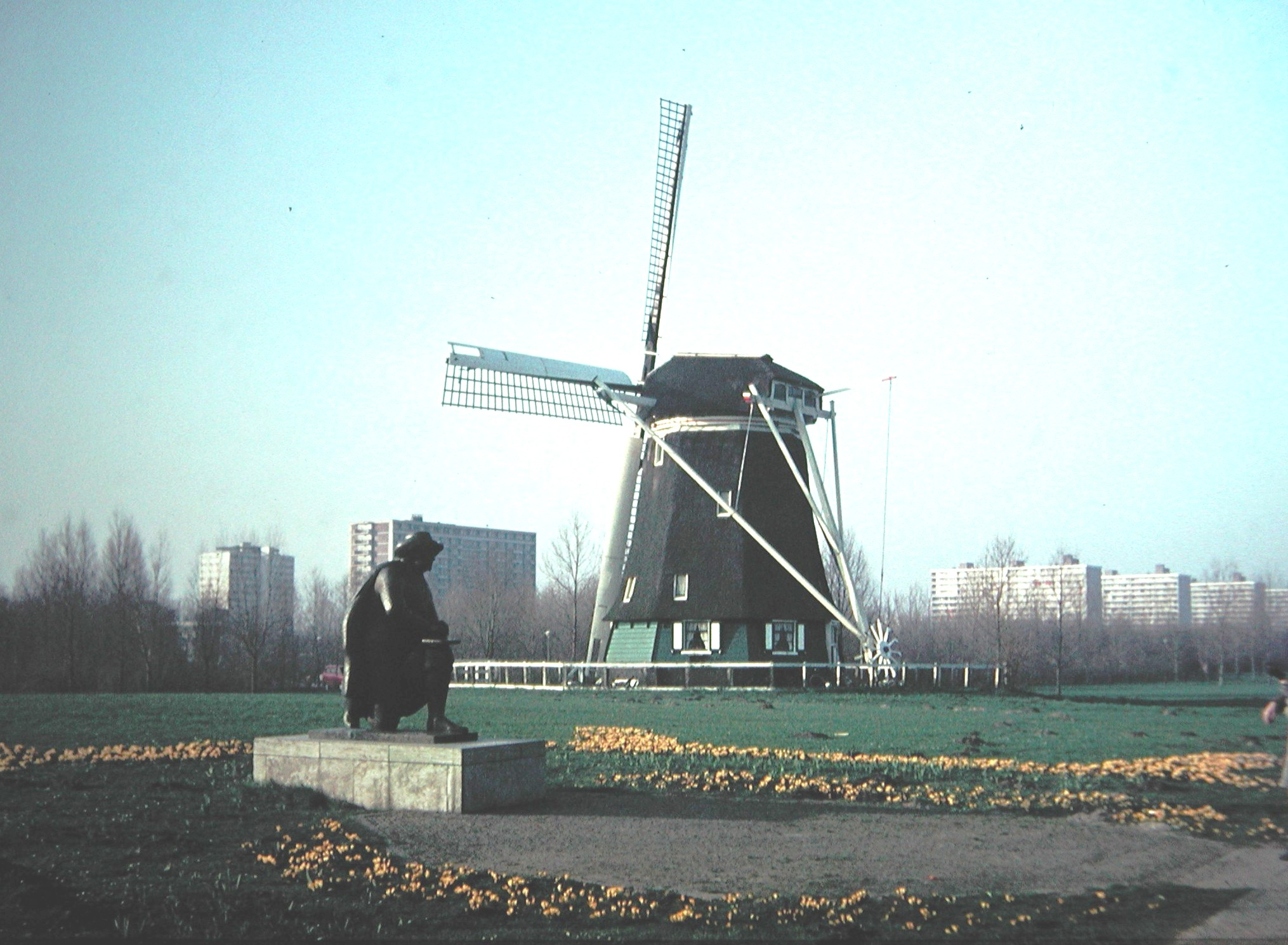
De Riekermolen bemaalde de Riekerpolder van 1636 tot 1956, waarna deze gedemonteerd werd en in 1961 herbouwd aan de Amstel bij de Kalfjeslaan. Deze foto is gemaakt kort na de verplaatsing.

De Riekerpolder is een polder in de gemeente Amsterdam, stadsdeel Nieuw-West (voor 1921 gemeente Sloten), ten noorden van de Nieuwe Meer.
De Riekerpolder is een voortzetting van de Rietwijkerpolder en de Bovenwegse Sloterpolder (of Sloterbuitenpolder) en ontstond in 1636 toen het gebied tussen de Sloterweg en de Nieuwe Meer bedijkt werd en bemalen werd met een poldermolen, de Riekermolen. De polder is onderdeel van een veenweidegebied dat deel uitmaakte van het Hollands-Utrechtse veengebied.
Het aldus ontstane weidegebied bleef eeuwenlang ongeschonden. Bij de inpoldering van de Haarlemmermeer (1849-1852) werd een stukje van de polder in het zuidwesten doorgraven voor de Ringvaart van de Haarlemmermeerpolder, tussen waar nu Badhoevedorp en de buurtschap Nieuwe Meer liggen.
Langs de Sloterweg bevindt zich sinds de jaren dertig het Siegerpark. Voorts zijn er volkstuinen ('Ons Buiten'), die hier zijn gevestigd sinds 1927, en is er het Sportpark Riekerhaven. Ook het Sportpark Sloten, het (oude) Bijenpark en de tuinparken 'Lissabon', 'Eigen Hof' en VAT liggen in de Riekerpolder.
Op 14 november 1938 verongelukte in de Riekerpolder een Douglas DC-3 van de KLM, de PH-ARY "IJsvogel". Er waren zes dodelijke slachtoffers te betreuren, waaronder vier van de vijf bemanningsleden.
De verstedelijking begon met de aanleg van het Bedrijventerrein Riekerhaven bij de Schinkel in de jaren veertig. In 1952 werd begonnen met zandwinning. Het zand was bestemd om weilanden ten noorden van Sloten op te hogen voor woningbouw in de Westelijke Tuinsteden. De ontstane Riekerplas werd bij de Nieuwe Meer gevoegd. De poldermolen, waarvan de functie in 1932 grotendeels werd overgenomen door een motorisch aangedreven pomp, werd in 1956 gedemonteerd en in 1961 verplaatst naar zijn huidige standplaats, de Amsteldijk bij de Kalfjeslaan.

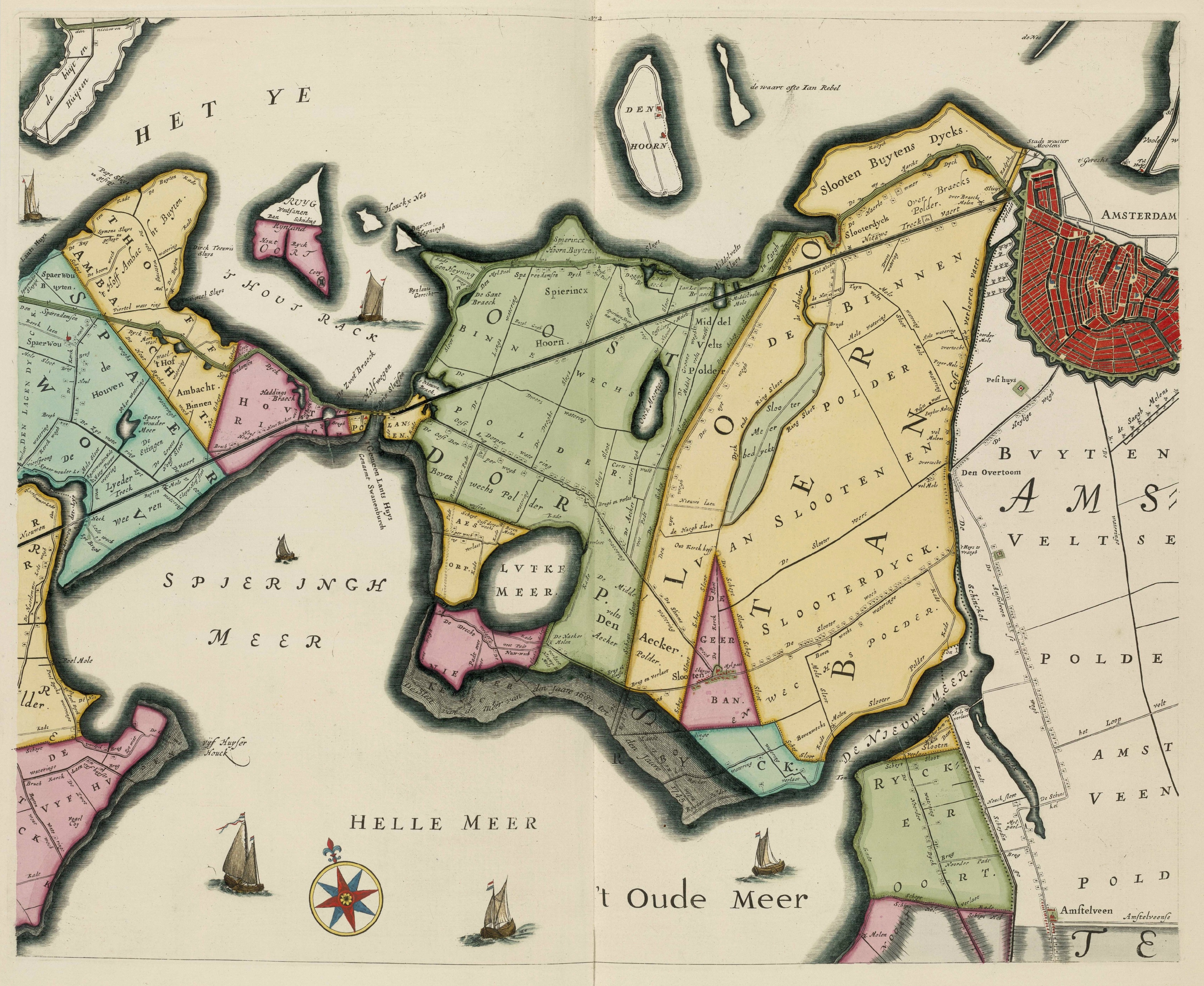
De Riekerpolder (groen en geel gekleurd), hier aangeduid als Sloter Bovenwegspolder, op een kaart van een deel van het Hoogheemraadschap van Rijnland uit 1746.
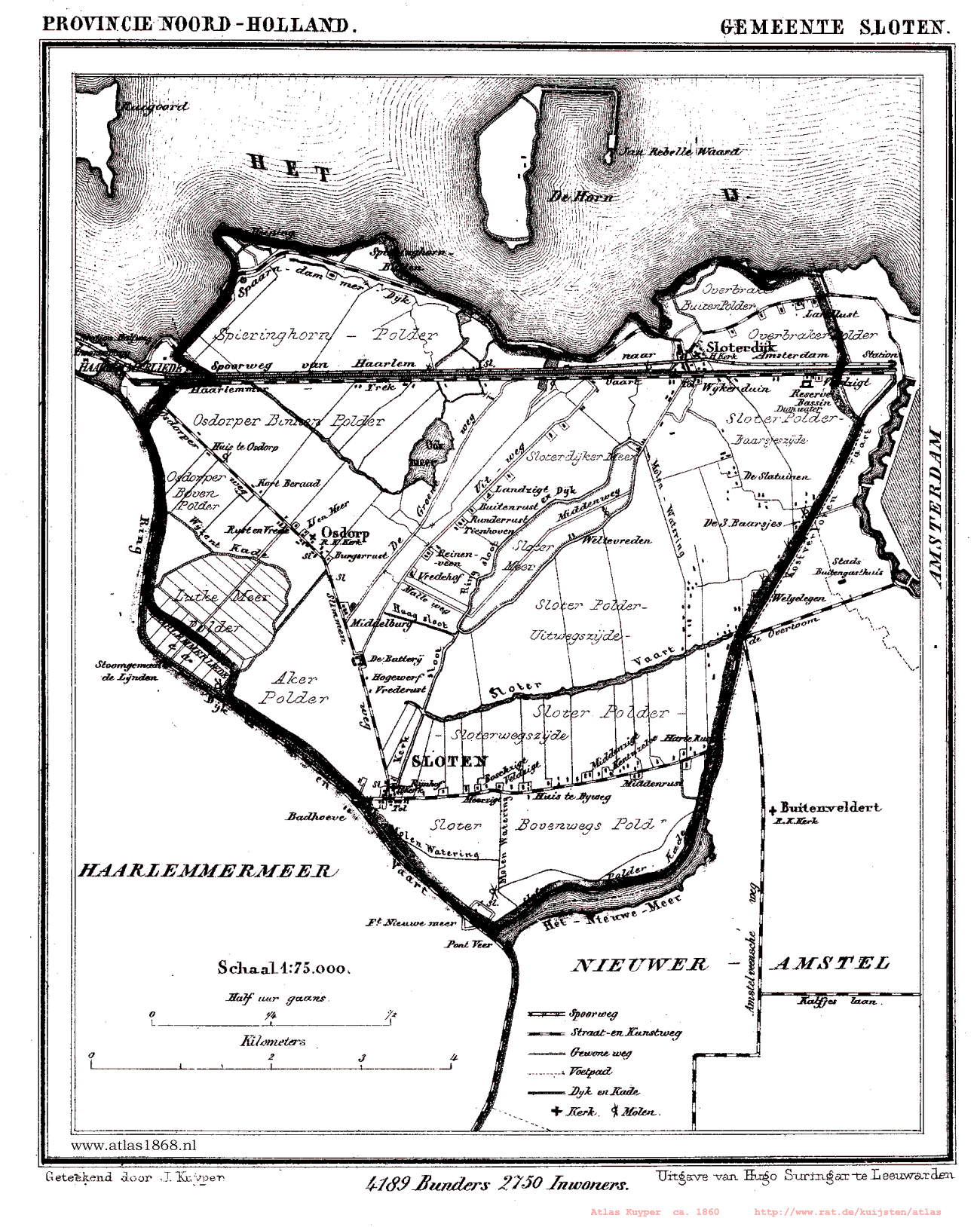
De gemeente Sloten in 1868. De Riekerpolder is gelegen ten zuiden van Sloten, tussen de Sloterweg en de Nieuwe Meer, hier aangeduid als Sloter Bovenwegspolder.

In de jaren dertig werd het gebied in tweeën gedeeld door de aanleg van de nieuwe weg naar Schiphol en Den Haag (Haagseweg). In de jaren zestig werd een nieuw dijklichaam aangelegd voor de nieuwe A4. Midden jaren zeventig werd in de middenberm van deze snelweg de Schiphollijn aangelegd, waarvan het eerste gedeelte op 20 december 1978 in gebruik kwam. De gemeente Amsterdam gebruikte het restant van de Riekerpolder tot 1985 om grond en puin op te slaan, maar sommige delen van de polder bleven intact. Deze werden bedreigd door de aanleg van bebouwing en wegen, alsmede een nieuwe aansluiting met de A4 en uitbreiding van kantoorgebouwen in het kantorengebied Riekerpolder. Sinds de jaren zestig waren er meerdere gebouwen van de IBM gevestigd waaronder een fabriek voor schrijfmachines en in de jaren zeventig werd het Nederlandse hoofdkantoor gevestigd aan de Johan Huizingalaan nr. 765 (architect W.Th. Ellerman, bureau Lucas & Niemeijer, 1978). Het kantoorgebouw staat sinds 2008 als een der jongste gebouwen op de gemeentelijke monumentenlijst.

## Riekerpolder aansluiting
De polder dankt zijn naam aan de buurtschap Rieck ten zuidwesten van Sloten en heeft op zijn beurt de naam gegeven aan Riekerpolder aansluiting. Dit is de splitsing van de spoorlijn uit Schiphol in een westtak naar station Amsterdam Lelylaan en een zuidtak naar station Amsterdam Zuid. (Zie ook: Spoorlijn Weesp - Leiden en Spoorlijn Amsterdam Centraal - Schiphol.)
Metrolijn 50 en 51 hebben een boog van het metrospoor langs de westtak naar het metrospoor langs de zuidtak. Er is ook sprake geweest van een Riekerpolderboog voor de trein. (Zie ook: Ringspoorbaan.)

## Kantorenpark
In de jaren negentig kwam het eerste kantoorgebouw op het Kantorenpark Riekerpolder te staan: het kantoor van (toen) Nissan, sinds een paar jaar het kantoor van Mexx. Inmiddels is B. Amsterdam gevestigd in dit pand en worden vrijwel alle verdiepingen verhuurd aan start-ups en jonge bedrijven. Na 2000 werd het kantorenpark uitgebreid: Atradius en PriceWaterhouseCoopers (PwC) hebben hier hun hoofdkantoor gevestigd. Sinds 2005 is er ook een hotel: het Dutch Design Hotel Artemis.

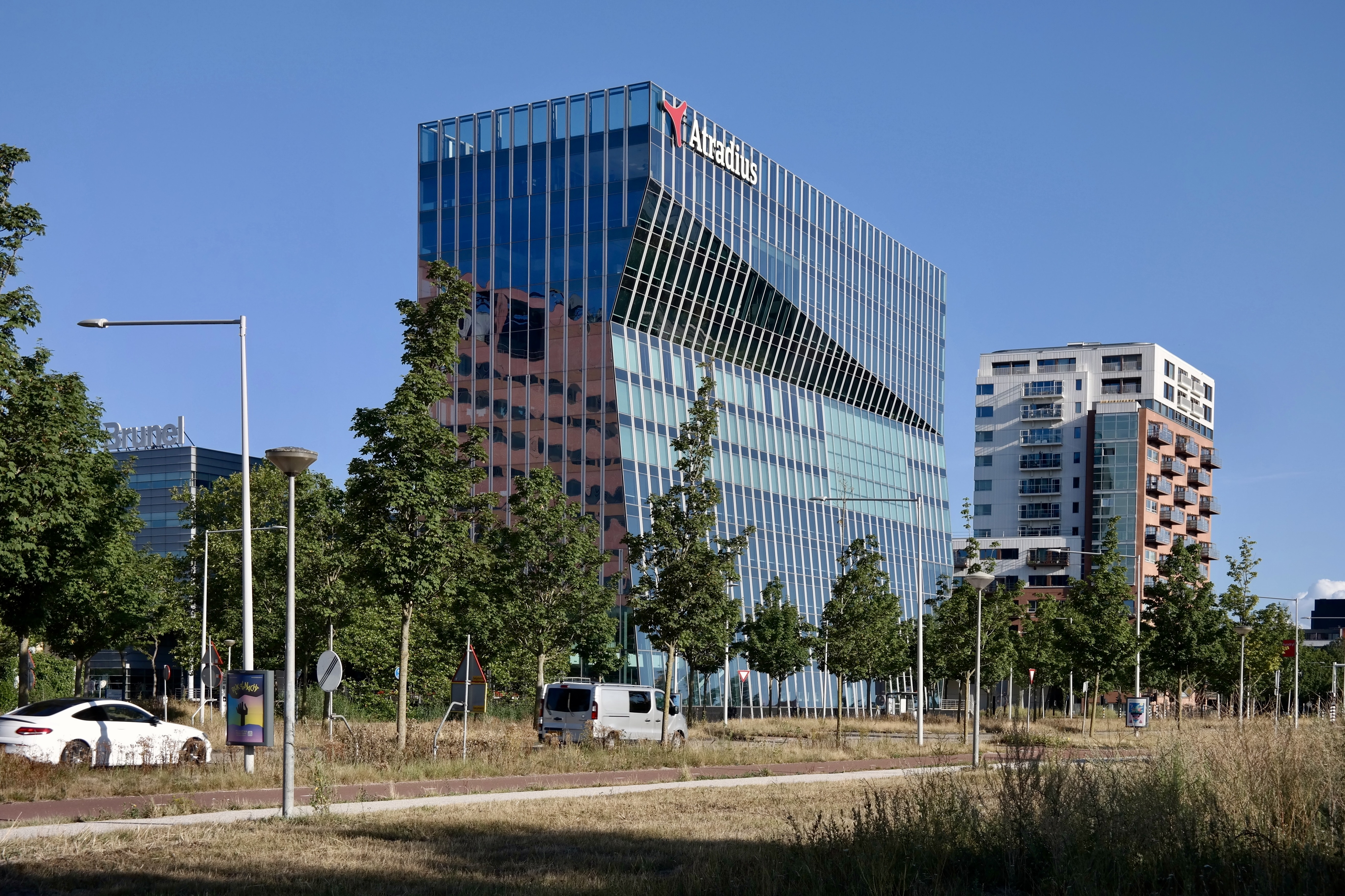
Kantoorgebouw Atradius en rechts het voormalige kantoorgebouw van IBM aan de David Richardostraat 2-4
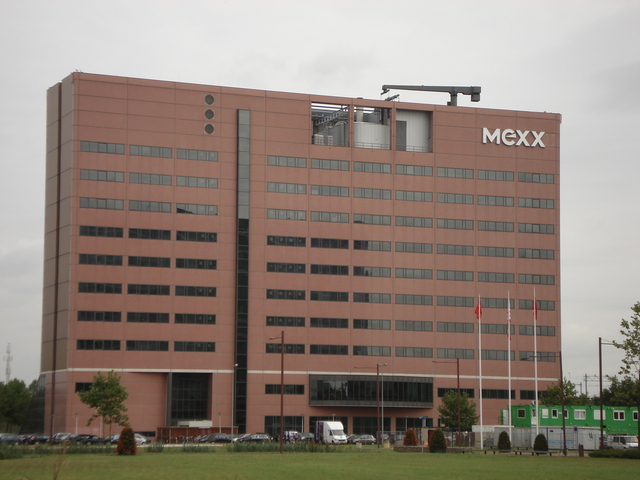
B. Amsterdam B3 (Voormalig kantoorgebouw voor Nissan en Mexx)
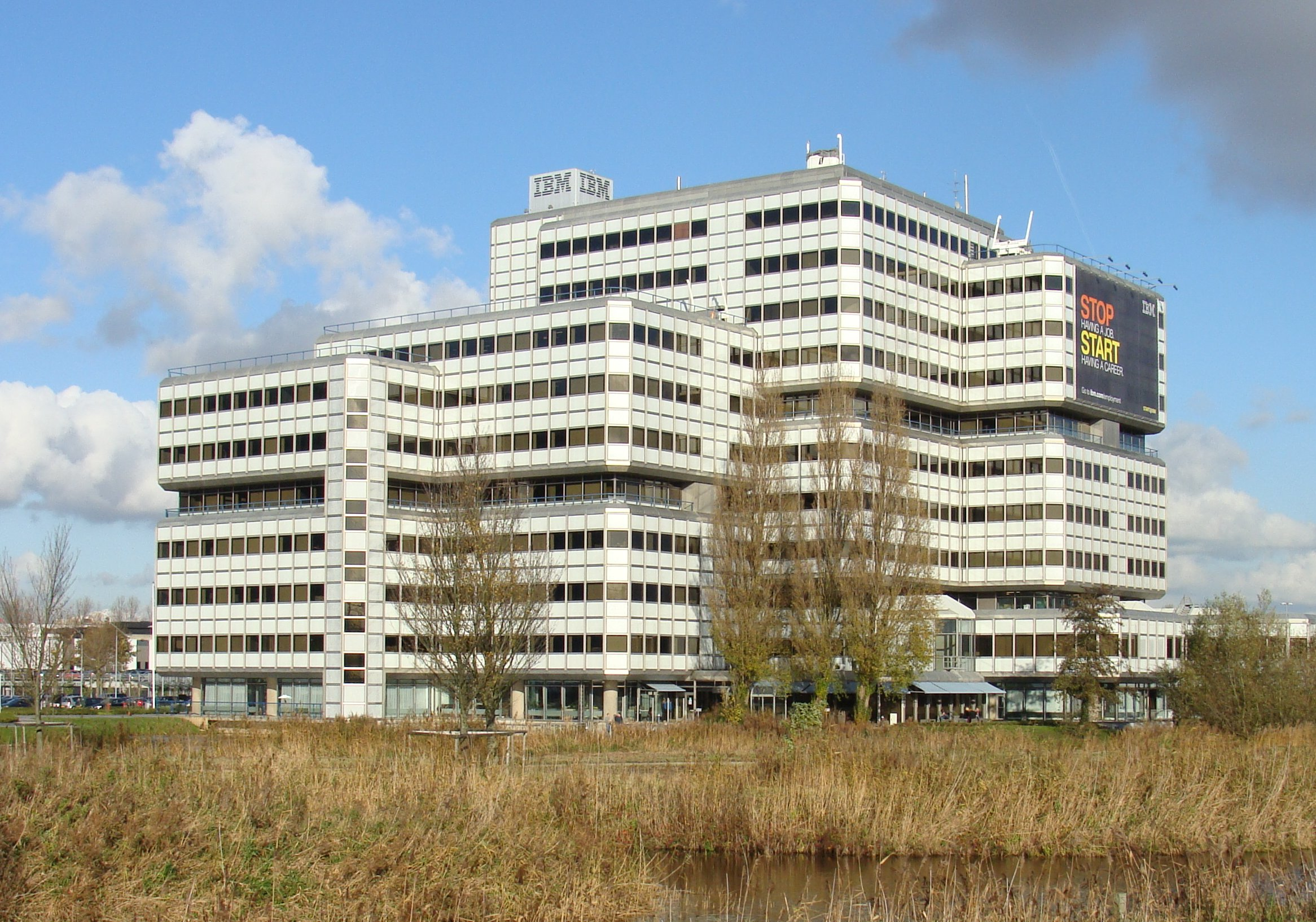
Het IBM-kantoor uit 1978 aan de Johan Huizingalaan
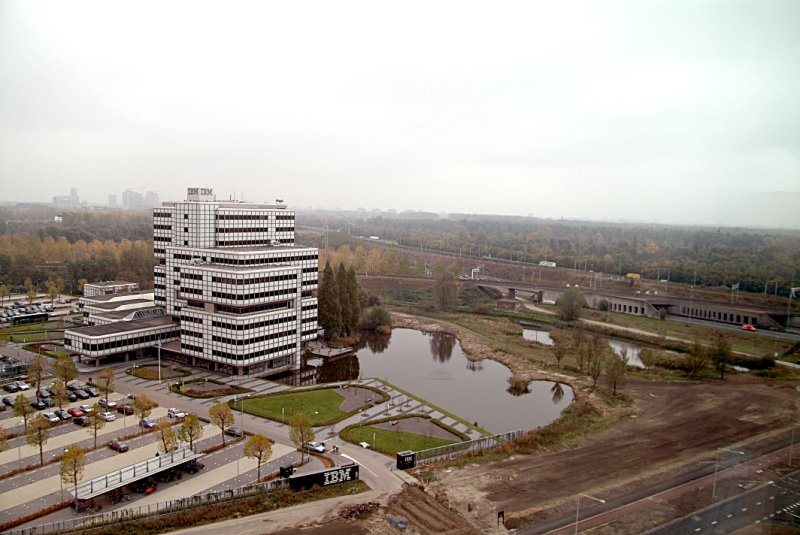
Het IBM-kantoor gezien vanuit vogelperspectief
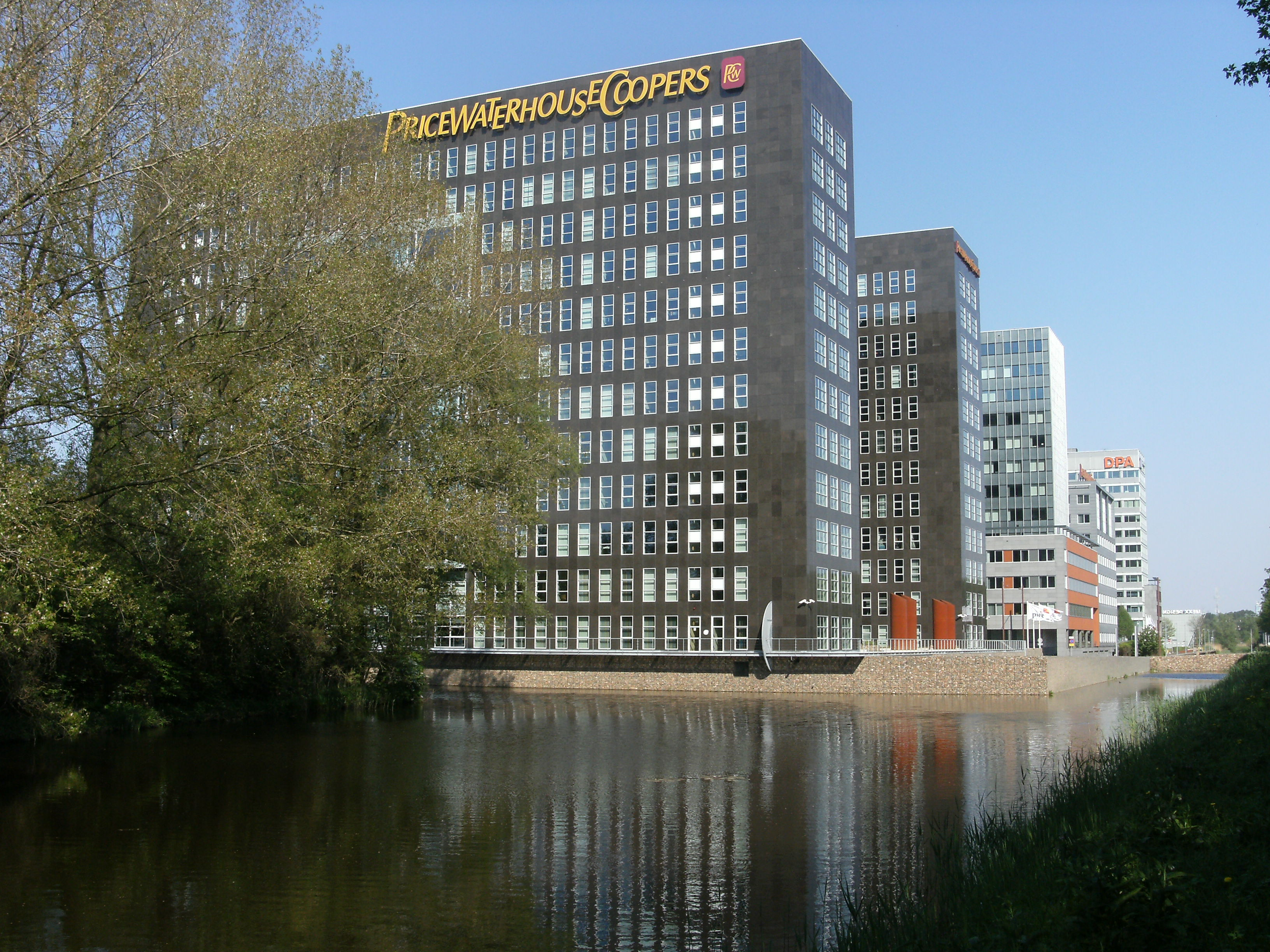
Kantoorgebouwen aan de zuidzijde van de Riekerpolder, gelegen langs de A4